# Île Sainte-Croix
Pour les articles homonymes, voir Sainte-Croix.
L'île Sainte-Croix est un site historique international situé maintenant aux États-Unis, situé  près de l'embouchure du fleuve Sainte-Croix, qui forme une partie de la frontière internationale séparant l'État américain du Maine de la province canadienne du Nouveau-Brunswick.
L'aristocrate français Pierre Dugua sieur de Mons a établi une colonie sur l'île Sainte-Croix en juin 1604 sous l'autorité du roi de France. Ce poste était la première tentative française de colonisation permanente dans le territoire qu'ils ont appelé l'Acadie.
Samuel de Champlain faisait partie de l'expédition de Mons sur la petite île. Le printemps suivant, après un hiver dur et la mort de 35 hommes, soit le tiers de l'équipage, dû au scorbut, l'établissement fut transféré sur un nouvel emplacement sur terre ferme appelé Port-Royal.
En 1608, Samuel de Champlain ainsi que de nombreux colons ont transféré leur établissement plus loin sur le Saint-Laurent qui deviendra plus tard la ville de Québec.
L'île a été connue sous le nom de Bone Island (« Île aux ossements ») dans les années 1700 lorsque des squelettes sont apparus du fait de l'érosion. L'île porte ensuite le nom d'île Dochet. Le 26 juin 1904, grâce aux efforts de William Francis Ganong, la population de Calais (Maine), adopte une résolution demandant le rétablissement du nom d'île Sainte-Croix. La résolution est acceptée aussitôt qu'elle est reçue par le gouvernement américain. Au Nouveau-Brunswick toutefois, les panneaux continuent d'utiliser le nom d'« île Dochet ». Le groupe de la Nouvelle-Angleterre de la Société historique acadienne milite à partir des années 1950 pour faire changer le nom de l'autre côté de la frontière, ce que le gouvernement néo-brunswickois accepte finalement en 1969.

## Relation de l'installation des premiers Français en Nouvelle-France

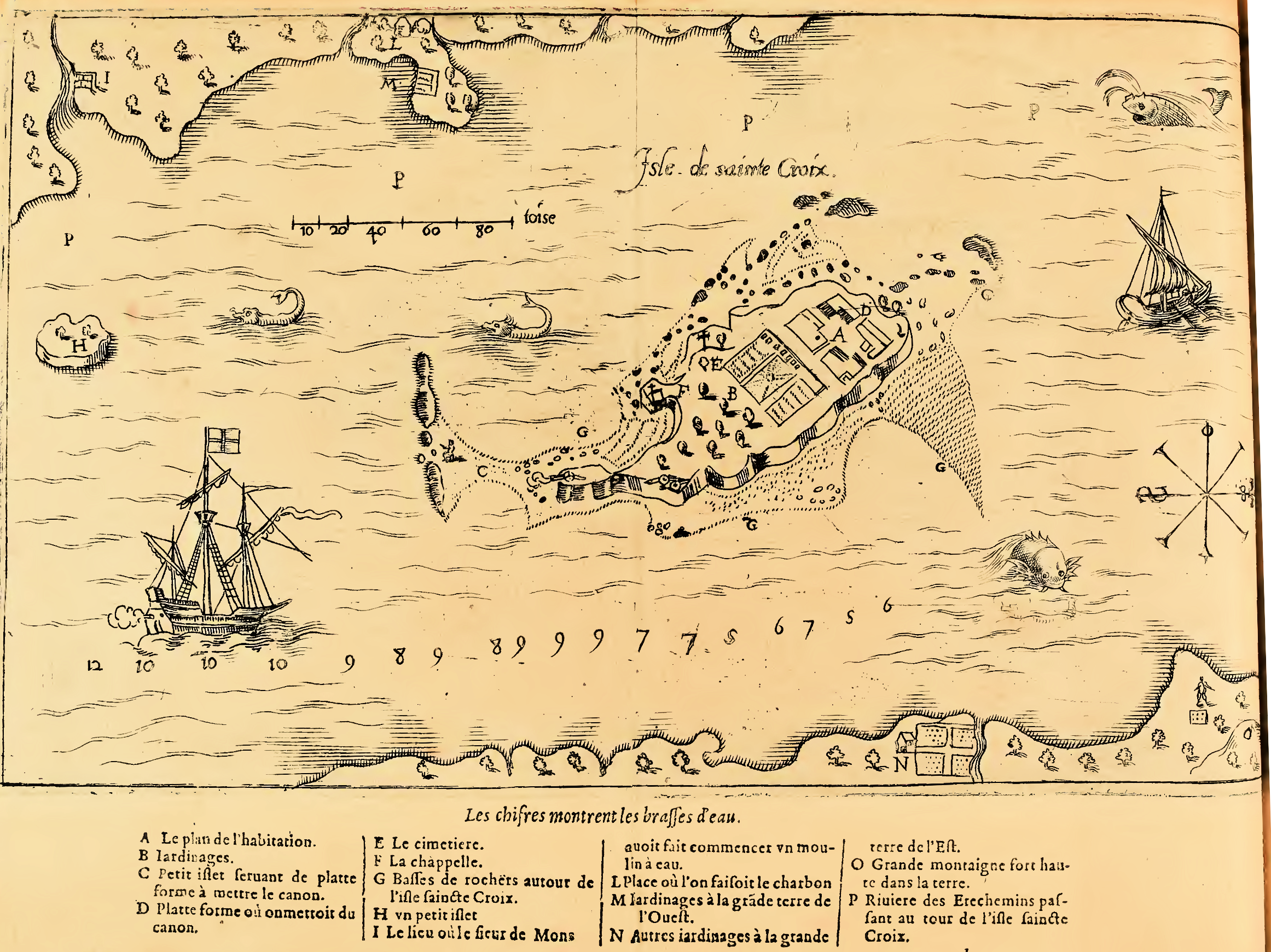
Plan de l'île Sainte-Croix, premier site de colonisation en Nouvelle-France.
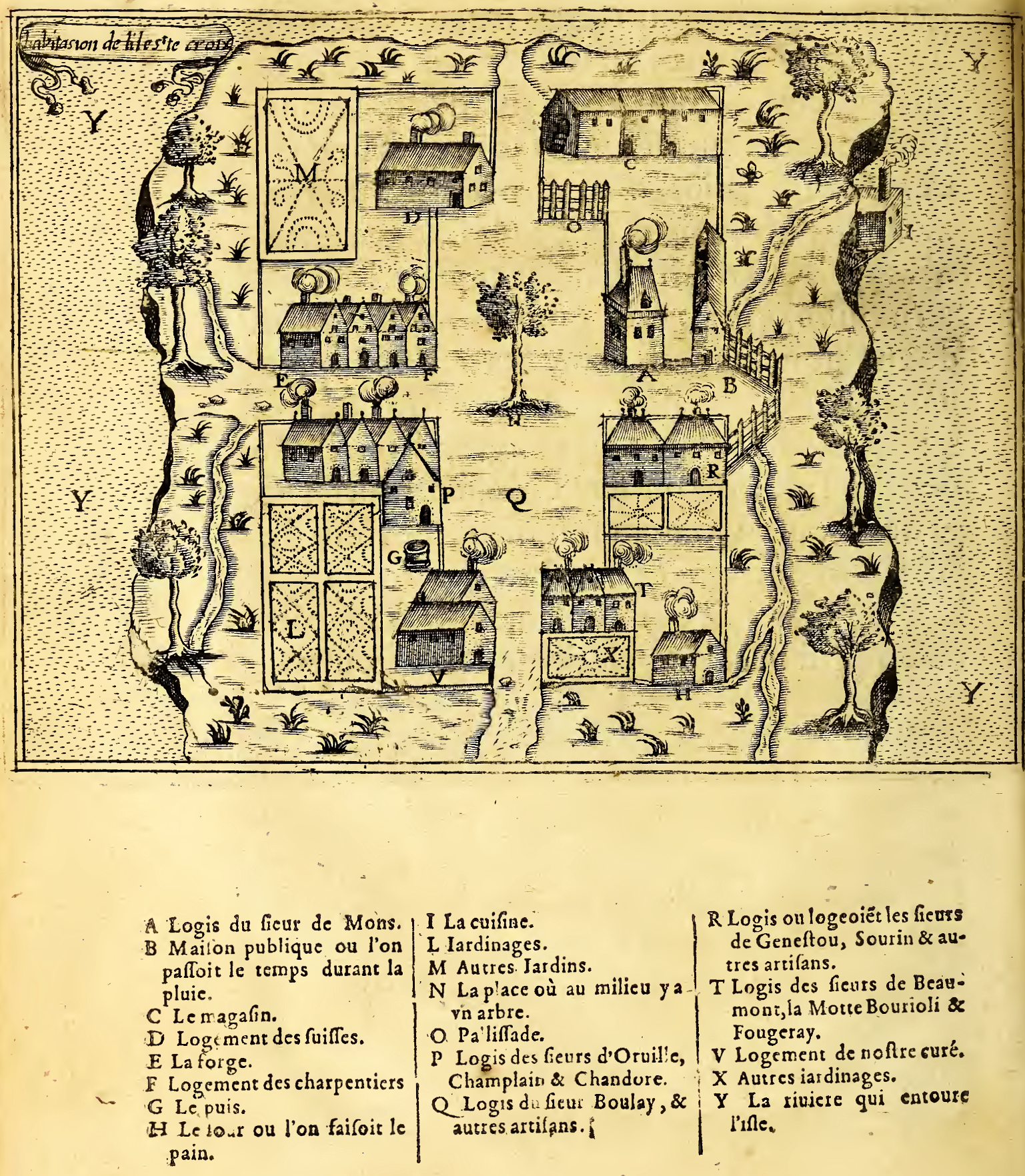
Carte de Samuel de Champlain des bâtiments de l’île Sainte-Croix, 1604.

Le Mercure François de 1608 rapporte ainsi l'installation des premiers Français en Nouvelle-France.
« Des navigations des François en Canada
Nous avons dit cy-dessus que les Holandois continuaient leurs navigations en l’une & l’autre Inde; & les Anglois en Virginie : Quant aux François naviguant en la Nouvelle France, le sieur des Monts obtint du Roy en cette année nouvelle confirmation de privilège pour la traite des Castors en la nouvelle France, afin qu’il eût moyen d’y mieux établir à l’advenir ses Colonies ; & y envoya au mois de mars trois Navires garnies de bons ouvriers & familles, pour y commencer des Républiques. Il ne sera hors de propos de rapporter quand il entreprit d'y naviguer.
Le Sieur des Monts Vice Amiral en la Nouvelle France 1604
L’an 1603, le sieur des Monts ayant proposé au Roy, qu’il falloit commencer une habitation en la Nouvelle France, & ne se contenter d’en voir le pays, obtint de sa Majesté permission d’y aller avec titre de Vice-Admiral et défences à tous, fors à ceux qui seroient entrez en association avec luy pour ladite entreprise, d’équipper aucuns vaisseaux pour y négocier de fourrures & autres marchandises, durant le temps de dix ans portez par sa permission, sçavoir, depuis le Cap de Raze jusques au quarantième degré, comprenant toute la côte de la Cadie, terre & Cap Breton, Bayes de S. Clerc, Chaleur, Isle-perçee, Gachepé, Chichedec, Mesamechi, Lesquemin, Tadousac et la rivière de Canada.
Faict son habitation en l'Isle Saincte Croix, et y passe l'Hyver
Le septième de mars l’an 1604, le sieur des Monts partit avec deux Navires du Havre de Grâce, pour y commencer ladite habitation, & y demeurer un Hyver, Arrivé qu’il y fut après avoir eu plusieurs tourmentes sur mer, il dressa sa première habitation en la rivière de Canada, dans l’Isle de S. Croix, où il fit un fort qu’il garnit de canon, & de plusieurs bâtiments de charpenterie : Il y en eut aucuns qui se cabannèrent à la mode des Sauvages : Bref, ils défrichèrent l’isle, reconnurent quelques lieux és environs, où ils semèrent des grains& mirent le meilleur ordre qu'ils purent pour y hyverner : Cependant que le sieur de Poitrincourt qui l'avoit accompagné en ce voyage, s'en retourna en France avec les deux Navires, qui apportèrent plusieurs balles de Castors & autres marchandises de pelleterie.
Maladies inconnues, dont moururent plusieurs des françois nouveaux habitants de Canada
L’Hyver venu, qui est très-rigoureux en ce pays-là, ces nouveaux habitans en reçurent de grandes incommoditez, premièrement de bois, & d’eau douce, n’ayans qu’un seul bateau pour passer la grande rivière & en aller quérir car leur barque n’était raccommodée : puis ce fut pitié pour les gelées & neiges, qui y furent si grandes, que le cidre gela dans les tonneaux, & le vin ne s'y distribuait plus que par certains jours de la semaine : plusieurs qui burent de l’eau de neige devinrent incontinent malades de maladies incogneuës en l’Europe, pareilles à celles qu’eurent ceux qui accompagnèrent autresfois Jacques Cartier : les jambes leur devenaient premièrement grosses & enflées, les nerfs retirés et noircis, puis la maladie leur montait aux hanches, cuisses, épaules, aux bras & au col; la bouche leur devenait si infecte d'une chair pourrie laquelle y surabondait & renaissait du jour au lendemain quand on la pensait enlever, qu'en peu de temps trente-six en moururent : Il y en eut quarante ou environ lesquels en guérirent quand le Printemps fut revenu.
[...]

Le sieur du Pont-Gravé arriva de Honfleur avec une Compagnie pour le secourir. Ceste venuë fit qu’ils advisèrent ensemble d’aller faire demeure à un port que le sieur de Poitrincourt avoit demandé et qu’il avoit appelé le Port-Royal. »

## Commémoration
L'année 2004 est celle du quatrième centenaire de l'établissement des Français en Amérique du Nord et le Ministre français à la Coopération et de la Francophonie, Xavier Darcos, s´est rendu sur place à cette occasion, notamment pour remercier les descendants des peuples qui aidèrent l'expédition française de 1604.